# دار بلدية دونستيبل
دار بلدية دونستيبل هو دار بلدية تاريخية في الشارع الرئيسي 511 في دونستيبل في ماساتشوستس. بُنِيَ المبنى من اللَبِن والحجر الانتقائي معمارياُ ومكون من طابق ونصف في عام 1907-1908، حيث صممه المعماري المحلي وارن لايمان فلويد. وكان المبنى هدية من سارة أر إس موبي إلى البلدة حيث سُمي المبنى باسم البلدة.
يُظهر المبنى تنوع في الأنماط مثل عناصر ذات طابع ريتشاردسوني رومانيسك وطراز الملكة آن والعمارة الكلاسيكية. يضم المبنى جميع مكاتب البلدة من ضمنها مركز الشرطة وسجن صغير بالإضافة إلى مكتبة عامة ولكن نُقِلت المكتبة إلى مقر جديد في عام 1998 ولا يزال المبنى محور الحياة المدنية في البلدة.

## أهمية المبنى
أُدرج المبنى ضمن قائمة السجل الوطني للأماكن التاريخية في عام 1999.